# نعمان (الحرث)

تعديل مصدري - تعديل

نعمان محلة تابعة لقرية ميفع، التابعة لعزلة الحرث بمديرية بعدان إحدى مديريات محافظة إب في الجمهورية اليمنية، بلغ تعداد سكانها 94 حسب تعداد اليمن لعام 2004.